# اختزال بيشامب
اختزال بيشامب (Bechamp reduction) يُستخدم من أجل اختزال مركبات النيترو العطرية إلى الأنيلينات المقابلة لها، وذلك باستخدام الحديد وحمض الهيدروكلوريك.
وقد تم استخدام هذا التفاعل في الأصل لإنتاج كميات كبيرة من الأنيلين للصناعة، ولكن الهدرجة المحفزة هي الطريقة المفضلة. ويعد تفاعل بيشامب ذو أهمية في الوقت الحاضر كسبيل لتصنيع أصباغ أكسيد الحديد.
وقد تم استخدام هذا التفاعل لأول مرة بواسطة أنطوان بيشامب من أجل اختزال النيترونفثالين والنيتروبنزين عام 1854 .

## نطاق التفاعل
تفاعل بيشامب قابل للتطبيق على نطاق واسع لمركبات مركبات النيترو العطرية. حيث أن مركبات مركبات النيترو الأليفاتية يعد اختزالها أكثر صعوبة، وتبقى غالباً على هيئة هيدروكسيلامين.

## اقرأ أيضاً
- اختزال بيرتش
- اختزال كليمينسن